# Steroma agraulis
Steroma agraulis är en fjärilsart som beskrevs av Gustav Weymer 1912. Steroma agraulis ingår i släktet Steroma och familjen praktfjärilar. Inga underarter finns listade i Catalogue of Life.